# Hylomyscus walterverheyeni
Hylomyscus walterverheyeni () — вид гризунів родини Мишевих. Вид був вперше описаний в 2008 році і був названий на честь Уолтера Верхеєна, який був першим у вивченні роду Hylomyscus.

## Опис тварин
Має м'яку, тонку шерсть, яка червонувато-коричнева на спині і білувато-сірого кольору знизу. Неповнолітні черновато-сірі. Середня довжина голови й тіла 86 мм, середня довжина хвоста 129 мм. Важить від 11 до 29 г (в середньому 18 г). 
Морфологія виду дуже схожий на споріднений вид Hylomyscus stella. Вони можуть бути виділені шляхом аналізу ДНК, і черепно-мозкової чи стоматологічної морфометрії. 

## Проживання
Зустрічається в лісах до 2000 м. Країни проживання: Республіка Конго, Габон, Центральноафриканська Республіка, пд-сх. і зх Камерун. 

## Поведінка
Їх дієта складається з комах, фруктів і насіння. Наявність продовольства залежить від місця і часу року.